# Click and Meet
Das Shopping-Konzept Click and Meet (auch: Click & Meet) erlaubt das Einkaufen in Läden mit einem zuvor vereinbarten Termin. Im Gegensatz zu Click and Collect, bei dem die Ware vom Kunden nur abgeholt werden kann, dürfen sich die Kunden bei Click & Meet selber im Geschäft bewegen und die Ware auswählen. Das Verfahren wurde als Übergangslösung genutzt, bis die Kontaktbeschränkungen aufgrund der COVID-19-Pandemie wieder gelockert wurden. Es galt bei bestimmten 7-Tage-Inzidenzen. Schlangen und Menschenansammlungen vor Geschäften werden durch die Betreiber vermieden, indem sie feste Zeiträume für ihre Kunden anbieten.

## Rahmenbedingungen
Das Einkaufen mit Termin wurde in 28b Abs. 1 Nr. 4 des Infektionsschutzgesetzes im Zuge der sog. Bundesnotbremse bundesweit eingeführt. Mit dem Auslaufen der Bundesnotbremse am 30. Juni 2021 und den sinkenden Inzidenzen im Frühjahr / Sommer 2021 ist auch das Modell Click & Meet ausgelaufen. Die Bedingungen waren diese:
- Der 7-Tage-Inzidenzwert muss in einer Kreisstadt beziehungsweise in einem Landkreis an drei hintereinander folgenden (Werk-)Tagen überschritten werden. Er gilt dann dort so lange, bis der Grenzwert an fünf aufeinanderfolgenden (Werk-)Tagen unterschritten wird. Jeweils zwei Tage später treten die entsprechenden Vorschriften in Kraft.[2]
- Bei einer Inzidenz unter 50: Es gibt keine Auflage für das Einkaufen im Laden vor Ort
- Bei einer Inzidenz unter 100: Terminshopping ist ohne Test möglich. Die Zahl der gleichzeitig im Ladengeschäft anwesenden Kunden darf nicht höher sein als ein Kunde je 40 m² der Verkaufsfläche. Der Betreiber hat die Kontaktdaten der Kunden zu erheben.
- Bei einer Inzidenz zwischen 100 und 150 gelten folgende Regeln für den Besuch von Ladengeschäften:

| Es dürfen sich maximal ein Kunde pro 20 m² für die ersten 800 m² sowie zusätzlich ein Kunde pro 40 m² für die darüberhinausgehende Verkaufsfläche gleichzeitig im Ladengeschäft aufhalten. |
| Einzelne Kunden müssen vorher einen Termin für einen fest begrenzten Zeitraum buchen. |
| Einhaltung der Hygiene- und Abstandsregeln. Ein Test ist immer nur eine Momentaufnahme. Er befreit nicht von den allgemein gültigen Abstands- und Hygienemaßnahmen. |
| Vorlage eines negativen Testergebnisses in Bezug auf eine Infektion mit dem Coronavirus SARS-CoV-2: (PCR-Test, max. 48 Stunden alt oder Point-of-Care-Testing (POC-Antigentest), maximal 24 Stunden alt, oder Selbsttest unter Aufsicht). Die Tests müssen in Deutschland zugelassen sein.               |
| Gemäß der COVID-19-Schutzmaßnahmen-Ausnahmenverordnung können ab 9. Mai 2021 vollständig gegen Covid-19 Geimpfte und von einer Infektion genesene Personen künftig ohne vorherige Tests einkaufen. Sie sind rechtlich mit Personen gleichgestellt, die einen aktuellen negativen Test nachweisen können. |

- Bei einer Inzidenz über 150: Bestellung Online/per E-Mail/Telefon/Fax und Abholung der Ware im Laden vor Ort ohne Test (Click and Collect).
- Für alle Läden, die inzidenzunabhängig geöffnet sind, braucht es keinen Corona-Test,[4][5] aber erfordert die Einhaltung der Hygiene- und Abstandsregeln.

## Schnelltest
Die Schnelltests müssen von medizinischen Fachkräften oder geschultem Personal vorgenommen werden. Ladengeschäfte können selbst (oder in Kooperation mit einem privaten Dienstleister) Schnelltests zum Beispiel vor dem Geschäft oder in geeigneten Räumen anbieten. Dafür müssen sie vom Öffentlichen Gesundheitsdienst (Örtliches Gesundheitsamt) beauftragt sein, die sogenannten Bürgertests durchzuführen. Die Tests stehen dann aber allen Bürgerinnen und Bürgern offen, unabhängig davon, ob sie das jeweilige Geschäft besuchen wollen oder nicht.
Ist das Ergebnis des POC-Antigentests positiv, gilt:
- Der Zutritt zum Ladengeschäft wird verweigert.
- Die betroffene Person muss sich absondern, also sofort nach Hause begeben (gemäß der AV Isolation).
- Die betroffene Person muss sich beim Gesundheitsamt melden, das über das weitere Vorgehen informiert. Ein positives Schnelltest-Ergebnis muss immer durch einen PCR-Test überprüft werden.

## Nachweise geimpfter oder genesener Personen

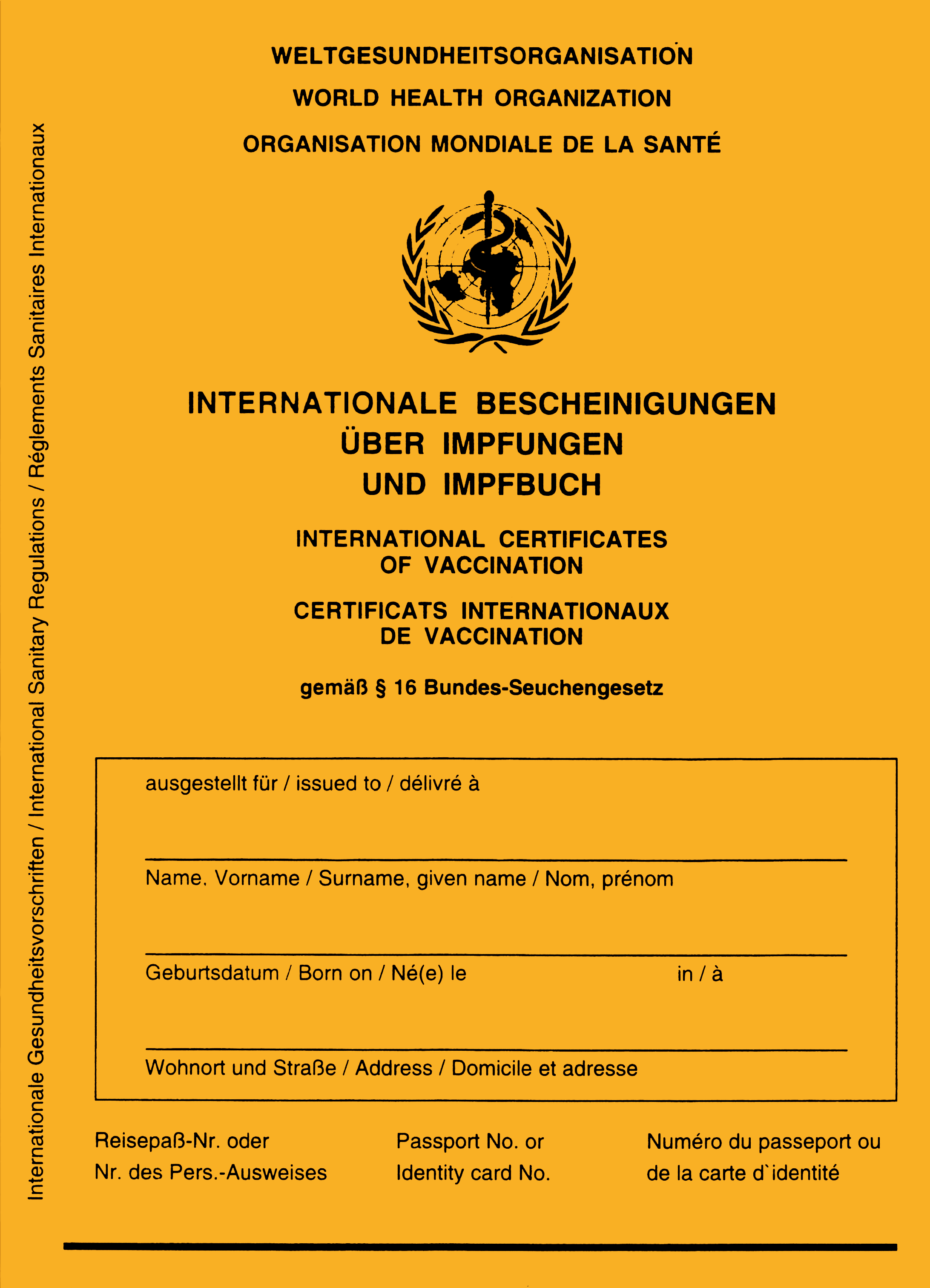
Internationaler Impfausweis

Eine geimpfte Person muss im Besitz eines auf sie ausgestellten Impfnachweises sein, womit das Vorliegen einer vollständigen Schutzimpfung gegen das Coronavirus SARS-CoV-2 in deutscher, englischer, französischer, italienischer oder spanischer Sprache in verkörperter oder digitaler Form nachgewiesen wird, wenn die zugrundeliegende Schutzimpfung mit einem oder mehreren vom Paul-Ehrlich-Institut genannten Impfstoffen erfolgt ist, und
- entweder aus einer vom Paul-Ehrlich-Institut im Internet veröffentlichten Anzahl von Impfstoffdosen, die für eine vollständige Schutzimpfung erforderlich ist, besteht und seit der letzten erforderlichen Einzelimpfung mindestens 14 Tage vergangen sind oder
- bei einer genesenen Person aus einer verabreichten Impfstoffdosis besteht,
- eine genesene Person: eine asymptomatische Person, die im Besitz eines auf sie ausgestellten Genesenennachweises ist,
- ein Genesenennachweis: ein Nachweis hinsichtlich des Vorliegens einer vorherigen Infektion mit dem Coronavirus SARS-CoV-2 in deutscher, englischer, französischer, italienischer oder spanischer Sprache in verkörperter oder digitaler Form, wenn die zugrundeliegende Testung durch eine Labordiagnostik mittels Nukleinsäurenachweis (PCR, PoC-PCR oder weitere Methoden der Nukleinsäureamplifikationstechnik) erfolgt ist und mindestens 28 Tage sowie maximal sechs Monate zurückliegt.[7]

### CovPass-App
Mit der CovPass-App können Bürgerinnen und Bürger ihre Corona-Impfungen ab 10. Juni 2021 direkt auf das Smartphone laden und mit dem QR-Code belegen. Zukünftig lassen sich in der App auch Nachweise über die Genesung von einer Corona-Infektion oder über einen negativen Corona-Test anzeigen. Die App ist ein kostenloses Angebot des Robert Koch-Instituts (RKI). Die Nutzung der App ist freiwillig. Der internationale gelbe Impfpass bleibt weiterhin gültig. Der digitale Impfnachweis soll künftig auch in der Corona-Warn-App des RKI angezeigt werden können. Die Ausstellung erfolgt durch Apotheken, später auch durch Arztpraxen, wobei mindestens zwei Wochen nach der Zweitimpfung abgewartet werden müssen, weil dann erst der volle Impfschutz besteht.

## Selbsttest
Unter „Aufsicht“ des Betreibers (Vier-Augen-Prinzip) kann auch ein Selbsttest mit dafür in Deutschland zugelassenen Antigenschnelltest zur Laienanwendung durchgeführt werden.
Ist das Ergebnis eines Selbsttests positiv, gilt:
- Der Zutritt zum Ladengeschäft wird verweigert.
- Die betroffene Person sollte sich absondern, alle Kontakte so weit wie möglich vermeiden, und das Ergebnis durch einen PCR-Test überprüfen lassen.